# أنتوني دوير
أنتوني دوير (بالإنجليزية: Anthony Doerr) (1973، كليفلاند في الولايات المتحدة)؛ صحفي، كاتب وروائي أمريكي.

## الجوائز
- زمالة غوغنهايم